# Tuberculobasis costalimai
Tuberculobasis costalimai là một loài chuồn chuồn kim trong họ Coenagrionidae.
Tuberculobasis costalimai được miêu tả khoa học năm 1957 bởi Santos.